# Ceplene

Histamindihydroklorid

Ceplene (histamindihydroklorid) är ett immunstimulerande läkemedel som används vid behandling av akut myeloisk leukemi (AML), en form av blodcancer. 
Ceplene, som utvecklats av en forskargrupp vid Göteborgs universitet, godkändes 2008 för försäljning i Europa av läkemedelsmyndigheten EMA och av EU-kommissionen. Ceplene blev därmed det första svenskutvecklade originalläkemedel som godkänts i Europa på mer än ett decennium. 

## Ceplene-behandling vid akut myeloisk leukemi
Ceplene används i kombination med den immunstimulerande substansen interleukin-2 och ges efter avslutad cellgiftsbehandling för att förhindra återfall i leukemi.